# 제3의 로마
제3의 로마(러시아어: Третий Рим, 라틴어: Tertia Roma, 이탈리아어: Terza Roma)라는 말은 어떤 유럽의 국가나 도시가 고대 로마(제1의 로마)와 고대 로마의 계승자인 동로마 제국(제2의 로마)의 유산을 계승한 상속자임을 자처한 이데올로기이다. 반면에 서로마 제국을 제1의 로마로, 교황령 또는 신성 로마 제국을 제2의 로마로 보는 시각도 있다.
이같은 이데올로기의 기원은 콘스탄티누스 대제에게서 비롯된 것으로서, 그는 제국의 수도를 로마에서 콘스탄티노폴리스로 천도하면서 그곳을 ‘새 로마’라고 불렀다.

## 러시아의 주장

러시아 제국의 문장. 동로마 제국의 문장이었던 쌍두 수리를 그대로 계승하였다.

1453년 5월 29일 오스만 제국의 메메트 2세에 의해 동로마 제국이 멸망하자(콘스탄티노폴리스의 함락) 모스크바는 스스로 ‘제3의 로마’, ‘새 로마’라고 주장하였다. 이 같은 사상이 나타나게 된 계기는 이반 3세가 소피아 팔라이올로기나 공주와 혼인하면서부터이다. 소피아 팔라이올로기나는 동로마 제국의 마지막 황제인 콘스탄티누스 11세의 조카딸이었으며, 따라서 그녀와 부부 관계를 맺은 이반 3세는 자신이 몰락한 동로마 제국 황제의 후계자가 될 자격이 있다고 주장한 것이다.
‘제3의 로마’ 또는 ‘제2의 콘스탄티노폴리스’ 이야기는 트베리의 보리스 통치기간 중 트베리에서 시작되었다. 당시 러시아 정교회 수사인 포마는 1453년 《신심 깊은 대공 보리스 알렉산드로비치에게 보내는 찬사》를 저술하였다. 1510년 러시아인 수사 프스코프의 필로테우스는 바실리 3세 대공에게 한 통의 서신을 보냈는데, 그 서신의 내용 가운데 다음과 같은 내용이 있다. “두 개의 로마는 이미 멸망하고, 세 번째 로마가 새로이 서 있으니, 네 번째는 오지 않을 것입니다. 어느 누구도 당신의 기독교 대공국을 대신하지 못합니다.”

## 셀주크 제국의 주장
룸 술탄국은 셀주크 제국이 동로마 제국의 영토였던 아나톨리아 지역에 세운 국가이다.
룸이라는 명칭은 로마의 페르시아어 발음이다.

## 이탈리아의 주장
이탈리아 민족주의자 주세페 마치니는 ‘제3의 로마’라는 표현을 대중들에 대한 홍보 수단으로 삼았다. 그는 “황제 시대의 로마와 교황 시대의 로마를 거쳐 국민들의 로마 시대가 도래할 것이다.”라고 선전하였다. 아울러 이탈리아의 통일과 통일 이탈리아의 수도를 로마로 세울 것을 역설하였다.
이탈리아의 독재자 베니토 무솔리니는 그의 연설에서 자신의 파시스트 이탈리아를 로마 제국과 교황령의 로마를 계승한 ‘제3의 로마’라고 주장하였다. 제3의 로마는 로마를 오스티아와 바다까지 확장시키려고 무솔리니가 세운 계획의 이름이기도 하다.